# Frontera entre Líbia i Tunísia
La frontera entre Líbia i Tunísia és la línia fronterera en sentit nord-sud que separa el sud-est de Tunísia del nord-oest de Líbia a l'Àfrica Septentrional. Té 459 km de longitud segons un traçat de 459 km i finalitzat el 19 de maig de 1910. Comença al nord al litoral del Mar Mediterrani, cap al sud, després al sud-oest fins al trifini Líbia-Tunísia-Algèria, prop de la ciutat de Gadames (Líbia). Separa els districtes libis d'An Nuqat al Khams, Nalut, Gadames de vuit províncies tunisianes (des de Nabeul al nord fins Tatauine, a l'extrem sud.
El pas fronterer de Ras Ajdir és el punt principal d'aquesta frontera. Situada al sud-est de Tunísia, es troba a 580 quilòmetres de Tunis, a 25 quilòmetres de la ciutat tunisiana de Ben Gardane i 169 quilòmetres de Trípoli.
Després d'un conflicte portat a la Cort Internacional de Justícia en 1977, la frontera va ser oberta en 1987, el que permet una explosió de migracions i intercanvis comercials a partir d'aquesta data, però també va donar lloc a un augment del contraban i la immigració il·legal. En 2011, a causa de l'aixecament a Líbia, la situació a la frontera es torna crítica als ulls de les organitzacions internacionals, un nombre significatiu de libis, però també d'egipcis i tunisians que viuen a Líbia, tractant de fugir del país i s'aglomeren a la regió.

## Història

### Traçat progressiu de la frontera
A banda i banda de la frontera s'estén la plana costanera de Djeffara, que sovint ha estat un eix de circulació, d'intercanvi i d'invasions de l'antiguitat fins a l'Era Contemporània. Els pobles que vivien al voltant de la plana circulaven amb relativa llibertat en l'edat mitjana, de costat libi amb els grups tribals tripolitans (els Ouezzan, els Mahamids, els Mouaïls, etc) i del costat tunisià els grups que formen part de la gran confederació tribal dels Ouerghemma. Els contactes entre les dues tribus són tan intenses i, de vegades en conflicte, en particular per al control de rutes i punts d'aigua, de vegades pacífiques, basada en la barata i les aliances matrimonials. La frontera, més marcada ètnicament que topogràficament, és volàtil, producte de les victòries o derrotes militars a l'atzar en cada territori. De tota manera, els governs veuen aquesta regió com una zona tampó, el que explica que no hi hagi cap tractat o mapa que permeti especificar el traçat de la frontera.
A partir d'1560, Tunísia i Tripolitània formen dos estats separats després d'haver depès del mateix govern des de la conquesta musulmana del Magrib; de l'època otomana en els dos països, la frontera comença a dissenyar-se entre la Tripolitània líbia i la Djeffara tunisiana, amb conflictes ocasionals en el traçat. La separació entre Tunísia i Líbia esdevé efectiva en 1710. En 1881, al començament del protectorat francès de Tunísia es deixa una zona neutral entre Líbia i Tunísia per evitar el contacte i el conflicte entre els turcs i els francesos. Però, a canvi, aquesta zona s'ha convertit en el lloc de violències, perquè era un refugi per als dissidents.

### Convenció de Trípoli
Més tard, després d'haver trobat un modus vivendi en 1900, les potències colonials — França per Tunísia i l'Imperi Otomà per Líbia — signaren la convenció de Trípoli, també conegut com a tractat tuniso-turc o tractat franco-turc, el 19 de maig de 1910, definint així definitivament el traçat i marcat de la frontera entre Tunísia i Líbia. La convenció va completar un acord de 1888 confirmant l'adhesió dels oasis de Gadames i Gat a Líbia.
No obstant això, els turcs, que tenien problemes per acceptar el protectorat francès de Tunísia, veien que el text de la Convenció proporcionava una comissió turco-tunisiana formada amb funcionaris francesos i el cadí de Tataouine com a delegats del Bei de Tunis. Aquesta comissió s'encarregava de materialitzar en la pràctica les seves conclusions, que no havien de ser ratificades. Però això creava una ambigüitat diplomàtica en la mesura que hi havia incertesa al voltant del fet que no sabem si la línia traçada separa les terres de l'Imperi Otomà i les de Tunísia, com es declara formalment la Convenció, o marca la frontera entre les possessions otomanes i el domini francès de la regió.
Aquesta és la raó per la qual Algèria, colònia francesa i que no formava part de l'acord, es veu afectada per l'intercanvi de terres amb Tunísia. Però la situació tornà finalment a la primera interpretació del text amb la invasió de Líbia per part d'Itàlia en 1911.
El text en si defineix la frontera de Ras Ajdir, a la Mediterrània fins Garet El Hamel, que es troba a tretze quilòmetres al sud de Gadames. Al sud, la frontera passa a la mateixa distància de les pistes de Djeneine a Gadames i de Nabout a Ghadames. S'hi van posar 233 bornes, però aquesta operació era delicada:
| « | En primer lloc, vam acceptar la direcció de la frontera ... A continuació, vam fixar aquesta frontera sobre el terreny, intentant fer-la passar per punts fàcilment recognoscibles on es va aixecar els bornes. De vegades es produïen discussions; així que vàrem anar a dinar o vam fer un pont i vam tornar a començar l'endemà. Cap dificultat ha sobreviscut a tres dies de pont. | » |

### Aproximació solidària i migració clandestina
La separació física dels territoris entre Tunísia i Líbia va contribuir paradoxalment a l'acostament dels dos pobles esdevingueren units i solidaris en la seva lluita contra llurs colonitzadors respectius, França a Tunísia i Itàlia per Líbia. L'intercanvi tradicional, en particular, la barata, va patir però, el desenvolupament de l'economia monetària i el traçat de fronteres. Hassen Boubakri mostra que les tribus nòmades frontereres (o âarch), Touazine Ouedernas i Jlidett del costat de Tunísia i Nouayel del costat de Líbia, han forjat una «xarxa d'aliances i relacions humanes i econòmiques actives» molt menys marcades pel conflicte. De fet, alguns grups resistents i rebels en un costat de la frontera sovint trobaven refugi entre els habitants de l'altre costat. Així algunes accions de resistència contra el protectorat francès de Tunísia van venir de Líbia. Per exemple, els tunisians Habib Thameur i Taïeb Slim, perseguits, arribaren a marxar clandestinament de Tunísia, amb la intenció de visitar Líbia, però finalment foren detinguts al pas fronter de Ben Gardane. D'altra banda, desenes de milers de libis havien fugit a Tunísia, on eren totalment integrats, protegits pels tunisians sense integrar o simplement coexistint amb ells.
Ali Abaab estima en 70.000 lel nombre de establerts a Tunísia entre 1911 i 1952 i en 52.000 el nombre dels que van tornar a casa més tard, encoratjats per la independència de Líbia el 1952, el descobriment de petroli en 1958 i la revolució de 1969. Només quedaven 1.700 libis a Tunísia en 1975 segons Anne i Allan Findlay.
Durant el 1970-1980, el desenvolupament de la migració dels tunisians a Líbia, migració sovint clandestina, permet enfortir les relacions entre Tunísia i Líbia, que beneficia el contraban, com mostren Hassen Boubakri i Mustapha Chandoul. A mitjans de la dècada de 1980, un nombre estimat de 80.000 emigrats tunisians a Líbia, dels quals un terç eren clandestins. En 1987, la Guàrdia Nacional de Tunísia interpel·la 1.379 clandestins tunisians, a l'arribada o al retorn de la seva estada a Líbia. Ella estima en uns 1.000 el nombre de clandestins originaris de Ben Gardane. D'altres fonts, dels propis clandestins, estimen que són entre 2.000 i 5.000 però aquestes xifres no són contrastables. Una enquesta duta a terme per Chandoul sobre 120 emigrants clandestins mostra que el 63,5 % de les persones interrogades té almenys un membre de la família a Líbia, el 41% irregularment. D'altra banda, Chandoul compta durant la seva investigació a Líbia 568 immigrants il·legals l'estada dels quals al país és superior a dos mesos en el moment de la investigació, per tal d'eliminar els "comerciants contrabandistes", l'estada varia només de dues setmanes a un mes.
En aquest moment, la frontera segueix sent una àrea molt sensible amb onze posicions de seguretat avançades (Guàrdia Nacional, policia i duanes). Aquestes posicions estan separades per una mitjana de vuit quilòmetres i es troben principalment a la zona de la frontera nord, la regió central i sud es troba sota el control directe de l'Exèrcit al costat de Tunísia. És especialment durant els períodes de relaxació de les tensions polítiques que les autoritats tunisianes toleren la immigració il·legal, mentre que el contraban encara es controla oficialment.

### Frontera « artificial » i recurs a la Cort Internacional de Justícia

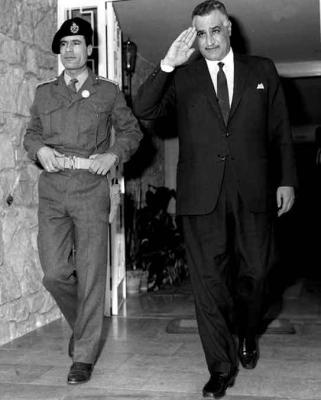
Moammar al-Gaddafi (esquerra) el 1969 al costat de Gamal Abdel Nasser, figura del panarabisme

Durant la dècada de 1970, la frontera podria haver desaparegut si el projecte d'unió entre Tunísia i Líbia no hagués estat avortat. Amb l'esperança d'aplegar Tunísia en aquest projecte, el dirigent libi Moammar al-Gaddafi pronuncià un famós discurs sorpresa a Tunis el 15 de desembre de 1972, a la sala gran del cinema Le Palmarium aplegant més de 2.000 persones, sota el patrocini de joves quadres del Partit Socialista Desturià al poder i a l'administració, i declarà : 
| « | A Tunísia, la frontera amb Líbia és artificial, és inventada pel colonialisme. | » |

De 1970 a 1986 es produeix un període de tensions polítiques entre els dos països, perquè, encara que el marge continental no és qüestionat, es produeix un conflicte sobre la seva extensió després de les prospeccions petrolieres mar endins al golf de Gabes. Gràcies al compromís assolit per les dues parts el 10 de juny de 1977, el cas passa a la Cort Internacional de Justícia (CIJ), que fa que el seu judici el 24 de febrer de 1982. En la sentència, dictada per deu vots contra quatre, rebutja els arguments dels dos països i proposa una línia composta constituïda de dos segments. Els jutges de la CIJ (André Gros, Shigeru Oda i Jens Evensen) criticaren aquesta decisió a causa del fet que el mètode de l'equidistància havia estat rebutjada sense més justificació per a la seva revisió. Tunísia sol·licità la revisió d'aquesta sentència; una nova sentència el 10 de desembre de 1985 va declarar irrellevant aquesta demanda.
El març de 2023, el president tunisià Kaïs Saïed va denunciar el camp offshore de Líbi. Kais Saied lamenta que Tunísia només hagi rebut "molles de Bouri", mentre que un repartiment just dels seus ingressos podria "cobrir totes les necessitats de Tunísia i més". I això, mentre la disputa al voltant de la zona fronterera marítima entre Líbia i Tunísia va ser decidida a favor de Líbia per la Cort Internacional de Justícia (CIJ) el 1982. Una decisió confirmada el 1985 pel mateix òrgan organitzatiu..

### Relacions transfrontereres intenses
El 26 de novembre 1987, la frontera fou oberta i els visats derogats. La lliure circulació de persones a partir de febrer 1988 (només se sol·licita la targeta d'identificació), fa de la regió un important corredor on el comerç i la mobilitat s'estan intensificant i diversificant. La fi de 1980 és un període de canvi polític al Magrib especialment amb l'arribada al poder de Zine El Abidine Ben Ali a Tunísia, al novembre de 1987, i la creació de la Unió del Magrib Àrab en 1989.
El 1987, els moviments són pràcticament nul, però es disparen a partir d'aquesta data. El 1988 van ascendir a 3,2 milions i el 1989 a 3,9 milions; fet notable, es produeixen en ambdós sentits. Des de llavors, els moviments varien cada any entre 2,7 i 4 milions. El principal pas fronterer d'aquesta frontera, Ras Ajdir, va assumir tota la seva importància. Representa el 71,5% del trànsit terrestre transfronterer del país, gairebé tres quartes parts. És, doncs, el lloc d'uns 3,3 milions de moviments a l'any. La proporció de tunisians varia de mitjana del 40 al 50% de persones que passen per aquest pas. Entre 1989 i 1996, la proporció és més important i és d'al voltant de 50-60% a causa de la caiguda del turisme de Líbia a Tunísia, Líbia aleshores sota embargament i dificultats econòmiques i socials. Això explica la caiguda dels fluxos de persones que passen per Ras Ajdir, aquesta xifra que passa des del cim de 4,9 milions en 1991 a 2,7 milions en 2002. A partir de 2001 i sobretot de 2002, el trànsit transfronterer es reprèn per ambdós costats; durant aquest últim any, el trànsit de libis és de 2,5 milions i el de tunisians de 2 milions.
Paral·lelament a la circulació de persones també ha desenvolupat la lliure circulació de mercaderies i productes de consum (a excepció dels aparells que flueixen pel contraban), fent de la "regió transfronterera Tunísia-Líbia un immens supermercat informal a cel obert". A Tunísia, són sobretot les governacions de Tataouine i Medenine les més afectades per les relacions humanes i comercials.

### Situació de «crisi» en 2011

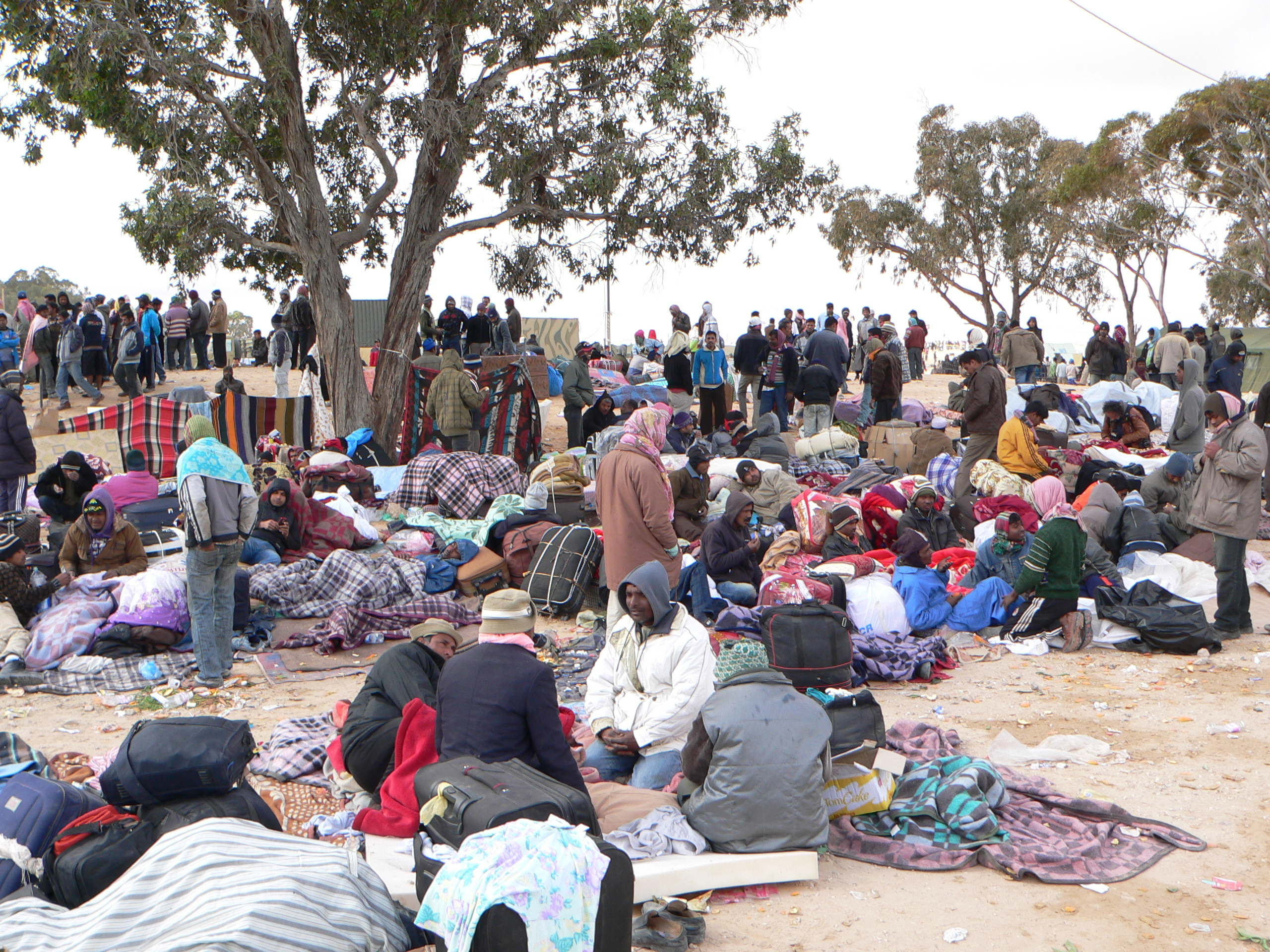
Camp de refugiats de Choucha vora de Ras Ajdir

El 24 de febrer de 2011, fou obert el camp de refugiats de Choucha entre el pas fronterer de Ras Ajdir i la vila de Ben Gardane.
L'1 de març, en ple període de protestes al nord d'Àfrica i Orient Mitjà, l'Alt Comissionat de les Nacions Unides per als Refugiats esera alarmat per la situació que descriu com una "crisi" a la frontera tunisiana-líbia. Això, segons les autoritats de Tunísia, va ser obert el 20 febrer per acollir 75.000 persones que fugien de Líbia en plena revolta. L'Organització Internacional per a la Migració parla d'"escenes de caos" i continuen les evacuacions, començades el 28 de febrer. Les Nacions Unides van llançar un "crida urgent" a la comunitat internacional per evacuar desenes de milers de persones que fugen de Líbia.
Itàlia, que qualificà la situació a la frontera de "crítica" va enviar una missió humanitària a Tunísia per ajudar a 10.000 refugiats fugint de Líbia. Pren nota de l'afluència de "desenes de milers de persones desesperades, incloses un gran nombre de nens". El Marroc envia per avió a Ras Ajdir grans quantitats de medicaments, vint metges especialistes i vint membres de professions paramèdiques per proporcionar assistència mèdica d'emergència. El 2 de març França va anunciar la mobilització d'avions de transport i un vaixell de la marina per evacuar "com a mínim 5.000 "civils egipcis agrupats a la frontera, per ajudar a Tunísia.

### Construcció d'un mur
Arran de l'atemptat de Susa i després de decretar l'estat d'emergència, el Govern de Habib Essid anuncià que tenia la intenció de construir una muralla de 168 quilòmetres al llarg de la seva frontera amb Líbia abans de final d'any 2015. Aquest mur aniria des de Dehiba fins a Ras Ajdir. L'objectiu és evitar que els terroristes entrin al país.